# Wendeanlage (Straße)
Eine Wendeanlage, auch Wendeplatz bzw. in Hanglagen Wendeplatte genannt, kann als Wendekreis oder Wendehammer ausgebildet werden und ist eine rechteckige, trapezförmige oder runde Verbreiterung am Ende einer Sackgasse für das Wenden von Fahrzeugen. Sie sind dann anzulegen, wenn keine Flächen von Gehwegen oder Garagenvorplätzen für das Wenden mitbenutzt werden können. Die Größe und Ausgestaltung des Wendehammers ist abhängig von dem Bemessungsfahrzeug und dessen Schleppkurve. Üblicherweise handelt es sich dabei um kommunale Müllfahrzeuge, Gelenkbusse oder Fahrzeuge der Feuerwehr. In Österreich wird eine solche Anlage als Umkehrplatz bezeichnet, in der Schweiz als Kehrplatz.
In Deutschland werden in den Richtlinien für die Anlage von Stadtstraßen sieben Grundformen von Wendeanlagen unterschieden. Dabei stehen sowohl symmetrische als auch asymmetrische zur Auswahl. Bevorzugt sollten Wendeanlagen ausgewählt werden, bei denen die Mehrzahl der Fahrzeuge ohne Zurücksetzen wenden kann. Um die Funktion der Wendeanlage zu gewährleisten, ist das Parken innerhalb des Wendehammers zu untersagen.

Wendehammer für Pkw, ca. 12,75 m × 9,0 m
Wendehammer für Fahrzeuge bis 9 m Länge (zweiachsiges Müllfahrzeug), ca. 9 m × 15,5 m
Einseitiger Wendehammer für Fahrzeuge bis 10 m Länge (dreiachsiges Müllfahrzeug), ca. 20 m × 15 m
Zweiseitiger Wendehammer für Fahrzeuge bis 10 m Länge (3-achsiges Müllfahrzeug), ca. 13,0 m × 21,5 m
Wendekreis für ein 2-achsiges Müllfahrzeug, 28,16 m × 18,0 m
Wendekreis für ein 3-achsiges Müllfahrzeug, ca. 19,0 m × 20,5 m
Wendeschleife für Gelenkbusse, ca. 60,53 m × 25,0 m